# Upsampling
Der Begriff Upsampling oder Abtastratenerhöhung beschreibt im Rahmen der digitalen Signalverarbeitung die Umsetzung eines Digitalsignals mit einer niedrigen Abtastrate auf ein Digitalsignal mit einer höheren Abtastrate, wobei die Signalinformation vollständig und unverändert erhalten bleibt. Das Upsampling ist der umgekehrte Vorgang des Downsampling und stellt eine Form der Abtastratenkonvertierung dar, welche auf der mathematischen Funktion der Interpolation basiert.

## Verfahren

### Sonderfall Ganzzahliger Interpolationsfaktor

Upsampling um den Interpolationsfaktor L=3

Das Upsampling ist durch den ganzzahligen Interpolationsfaktor L gekennzeichnet, welcher das Verhältnis von der höheren Abtastrate der Folge y[n] am Ausgang zu der niedrigeren Abtastrate der Eingangsfolge x[n] ausdrückt. Das Verfahren ist zweistufig, wie in nebenstehender Abbildung anhand eines beispielhaften Signalverlaufs grafisch dargestellt:
1. Zunächst wird die Eingangsfolge x[n] mit niedriger Abtastrate in eine Folge v[n] mit höheren Abtastrate umgesetzt. Dazu werden zwischen den einzelnen Abtastwerten, in der Abbildung in Form schwarzer Punkte dargestellt, weitere graue dargestellte Abtastwerte mit den Wert 0 ergänzt. Bei einem Interpolationsfaktor von beispielsweise L=3 werden zwischen zwei Abtastwerten immer zwei zusätzliche Werte mit dem Wert 0 eingefügt.
2. Die so gebildete Folge v[n] wird durch ein Tiefpassfilter geleitet, welcher als Grenzfrequenz die so genannte Nyquist-Frequenz der Eingangsfolge x[n] aufweist. Dieses Tiefpassfilter ist als digitales Filter realisiert und bildet mittels Interpolation aus der Folge v[n] die Ausgabefolge y[n].

### Sonderfall Rationaler Interpolationsfaktor
Bei einem nicht ganzzahligen Interpolationsfaktor, welcher sich  in der Form {\displaystyle {\frac {L}{M}}}, also als Rationale Zahl ausdrücken lässt, erfolgt im einfachsten Fall zunächst ein Upsampling um den Faktor L, gefolgt von einem Downsampling um den Faktor M.

### Beliebiger Interpolationsfaktor
Aus mathematischer Sicht handelt es sich bei allen Resampling-Problemen um Interpolationsprobleme der Numerischen Mathematik für die sie verschiedene Methoden bereitstellt, z. B. Nearest-Neighbour-, Lineare- oder Spline-Interpolation.